# Томешти (Тимиш)
Томешти (рум. Tomeşti) насеље је у Румунији у округу Тимиш у општини Томешти. Oпштина се налази на надморској висини од 276 m.

## Прошлост
По "Румунској енциклопедији" помиње се место први пут у турском тефтеру 1597. године. 
Аустријски царски ревизор Ерлер је 1774. године констатовао да место припада Фачетском округу, Лугожког дистрикта. Становништво је било претежно влашко. Када је 1797. године пописан православни клир ту је један свештеник. Парох поп Јован Поповић (рукоп. 1788) служио се само румунским језиком.

## Становништво
Према подацима из 2002. године у насељу је живело 2261 становника.

### Попис2002.
| Расподела становништва по националности 2002.‍ | Расподела становништва по националности 2002.‍ | Расподела становништва по националности 2002.‍ | Расподела становништва по националности 2002.‍ | Расподела становништва по националности 2002.‍ |
| --------------------------------------------- | --------------------------------------------- | --------------------------------------------- | --------------------------------------------- | --------------------------------------------- |
|                                               |                                               |                                               |                                               |                                               |
| Румуни                                        | Румуни                                        |                                               | 2.197                                         | 97,4%                                         |
| Мађари                                        | Мађари                                        |                                               | 37                                            | 1,6%                                          |
| Немци                                         | Немци                                         |                                               | 22                                            | 1,0%                                          |

### Хронологија
| Година       | 1992 | 1993 | 1994 | 1995 | 1996 | 1997 | 1998 | 1999 | 2000 | 2001 | 2002 | 2003 | 2004 | 2005 | 2006 | 2007 | 2008 | 2009 | 2010 | 2011 | 2012 | 2013 | 2014 | 2015 | 2016 | 2017 |
| ------------ | ---- | ---- | ---- | ---- | ---- | ---- | ---- | ---- | ---- | ---- | ---- | ---- | ---- | ---- | ---- | ---- | ---- | ---- | ---- | ---- | ---- | ---- | ---- | ---- | ---- | ---- |
| Становништво | 2876 | 2909 | 2899 | 2854 | 2830 | 2789 | 2764 | 2725 | 2660 | 2609 | 2559 | 2535 | 2502 | 2472 | 2450 | 2412 | 2371 | 2334 | 2286 | 2235 | 2174 | 2155 | 2132 | 2111 | 2087 | 2036 |